# Recopa Gaúcha de 2017
A Recopa Gaúcha de 2017 foi disputada entre Internacional, campeão do Gauchão de 2016 e Ypiranga, vice-campeão da Super Copa Gaúcha de 2016. Como as equipes que disputam a Recopa se enfrentaram também na nona rodada do Gauchão 2017, a FGF em acordo com os clubes, definiu por utilizar a partida do Gauchão 2017 como forma de definir o campeão da Recopa. O Internacional conquistou o bi-campeonato ao vencer a disputa por pênaltis após empate no tempo normal.

## Participantes
| Clube               | Cidade       | Classificação                             | Classificação | Participação | Melhor Resultado |
| ------------------- | ------------ | ----------------------------------------- | ------------- | ------------ | ---------------- |
| Internacional       | Porto Alegre | Campeão do Campeonato Gaúcho de 2016      | [ 3 ]         | 4ª           | Campeão (2016)   |
| Ypiranga de Erechim | Erechim      | Vice-Campeão da Super Copa Gaúcha de 2016 | [ 4 ]         | 1ª           | -                |

## Transmissão

### Televisão
- Brasil: Premiere

### Rádio
- Brasil: Rádio Bandeirantes, Rádio Grenal, Rádio Gaúcha e Rádio Guaíba

## Recopa Gaúcha de 2017
| 22 de março   | Ypiranga de Erechim | 1 – 1          | Internacional     | Estádio Colosso da Lagoa                                         |
| 19:30 (UTC−3) | Talles Cunha 40'    | Súmula Borderô | 85' (pen) Brenner | Público: 7,408 Renda: R$ 218.200,00 Árbitro: RS Anderson Daronco |

|                                            |       | Penalidades                             |  |
| Talles Cunha Evair Carlão Éder Márcio Lima | 3 – 4 | D'Alessandro William Valdívia Léo Ortiz |  |

|  | Ypiranga | Internacional |

| G                  | 1  | Carlão         | 76' |     |
| LD                 | 2  | Márcio Lima    |     |     |
| Z                  | 3  | Negretti       |     |     |
| Z                  | 4  | Wagner         |     |     |
| LE                 | 6  | Gabriel Araújo |     | 61' |
| V                  | 5  | Tairone        | 3'  |     |
| V                  | 8  | Jackson        |     |     |
| M                  | 7  | Éder           |     |     |
| M                  | 9  | Maycon         |     | 45' |
| M                  | 11 | Kaio Wilker    |     | 67' |
| A                  | 10 | Talles Cunha   |     |     |
| Substituições:     |    |                |     |     |
| G                  | 12 | Gritti         |     |     |
| Z                  | 13 | Carlão Farias  |     |     |
| Z                  | 14 | Rennan         |     |     |
| Z                  | 16 | Bernardo       |     |     |
| M                  | 15 | Araújo         |     |     |
| M                  | 20 | Evair          |     | 67' |
| M                  | 21 | Hadrian        |     |     |
| A                  | 17 | Tchelé         |     |     |
| A                  | 18 | Michel         |     | 45' |
| A                  | 19 | Franc          |     |     |
| A                  | 23 | Néverton       |     | 61' |
| Treinador:         |    |                |     |     |
| Guilherme Macuglia |    |                |     |     |

| G                   | 1  | Danilo Fernandes  |       |     |
| LD                  | 34 | William           |       |     |
| Z                   | 33 | Léo Ortiz         |       |     |
| Z                   | 25 | Paulão            | 6'    | 45' |
| Z                   | 15 | Víctor Cuesta     |       |     |
| V                   | 21 | Anselmo           |       |     |
| V                   | 13 | Rodrigo Dourado   | 45+1' | 77' |
| M                   | 6  | Uendel            |       |     |
| M                   | 10 | D'Alessandro      |       |     |
| A                   | 38 | Brenner           |       |     |
| A                   | 7  | Nico López        |       | 45' |
| Substituições:      |    |                   |       |     |
| G                   | 32 | Keiller           |       |     |
| Z                   | 14 | Ernando           |       |     |
| Z                   | 45 | Junio             |       |     |
| M                   | 20 | Andrigo           |       | 77' |
| M                   | 23 | Seijas            |       |     |
| M                   | 29 | Valdívia          |       | 45' |
| M                   | 31 | Gustavo Ferrareis |       |     |
| M                   | 35 | Charles           |       |     |
| M                   | 46 | Valdemir          |       |     |
| A                   | 16 | Diego             |       |     |
| A                   | 19 | Roberson          |       | 45' |
| Treinador:          |    |                   |       |     |
| Antônio Carlos Zago |    |                   |       |     |

## Premiação
| Recopa Gaúcha de 2017                        |
| Porto Alegre                                 |
| Sport Club Internacional Campeão (2º título) |